# 基比 (喬治亞州)
基比（英語：Kibbee）是位於美國喬治亞州蒙哥馬利縣的一個非建制地區。該地的面積和人口皆未知。

## 地理
基比的座標為32°17′16″N 82°31′30″W / 32.28778°N 82.52500°W，而該地的平均海拔高度為95米（即312英尺）。